# Малая Пица
Малая Пица — село в Дальнеконстантиновском районе Нижегородской области. Является административным центром Малопицкого сельсовета.
Исторически называлось Пица, Апраксино тож. Позднее название Апраксино было утрачено.
В селе расположен женский монастырь.

## География
В селе находится 5 улиц.
- Улица 40 лет Победы
- Зеленая улица
- Улица Панова
- Парковый переулок
- Сельская улица

## Население
| 2002 | 2010 |
| ---- | ---- |
| 725  | ↘524 |

Национальный состав
Согласно результатам переписи 2002 года, в национальной структуре населения русские составляли  99% из 725 человек.